# Сасиретская битва
Сасиретская битва — один из эпизодов длительного противостояния между царём Грузии Багратом IV и правителем Клдекари Липаритом IV.
Нерешительность Баграта IV в деле освобождения страны от слабого Тбилисского эмира привели к мятежу Липарита IV, который заручился поддержкой Византии. Император послал военный отряд, деньги и искателя трона Дмитрия, сына Георгия. Дела закончилось миром, после чего отряд ромеев и Дмитрий возвратились в Византию.
Однако это оказалось временной победой Баграта IV: Липарит остался сторонником Византии и продолжил бороться против царя. Липариту помогли кахетинцы. Он также вновь привёз в Грузию Дмитрия.
Войска царя и эристава сразились в Сасиретской Чале (1042). Как сообщается в «Хронике Картли», битва закончилась победой Липарита IV, что позволило ему захватить крепость Артануджи. Баграт IV был вынужден уйти в западную часть Грузии, и только после того как турки захватили Липарита, царь смог опять стать полновластным правителем своих владений.
Сисаретская битва — одно из наиболее крупных сражений между грузинскими монархами и их вассалами. Сражение примечательно тем, что на стороне грузинского царя сражался крупный отряд викингов, возможно, возглавлявшийся Ингваром Путешественником.